# قائمة البعثات الدبلوماسية في ليتوانيا

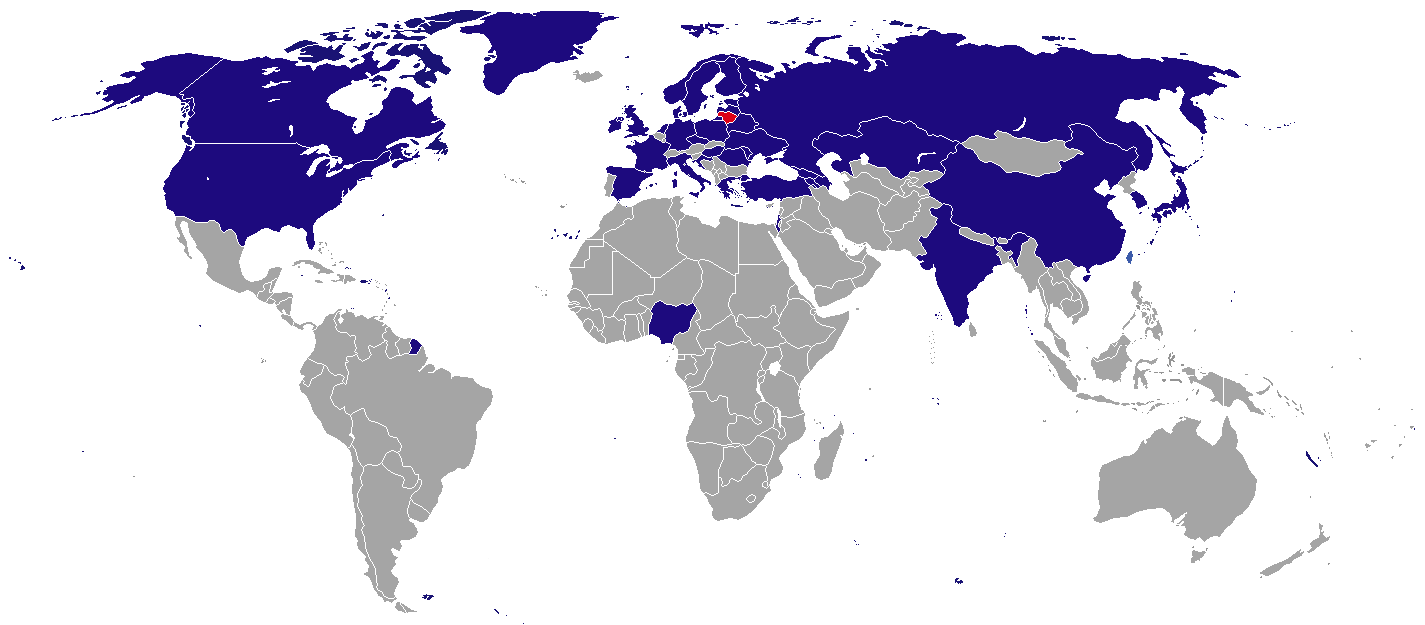
خريطة البعثات الدبلوماسية في ليتوانيا

تسرد هذه المقالة البعثات الدبلوماسية المقيمة في ليتوانيا. في الوقت الحاضر، تستضيف العاصمة فيلنيوس 35 سفارة ومكتب فرعي واحد للسفارة. العديد من البلدان الأخرى لديها سفراء معتمدين في ليتوانيا، ويقيم معظمهم في برلين أو كوبنهاغن أو موسكو أو وارسو أو عواصم بلدان الشمال الأوروبي الأخرى.

## السفارات فيفيلنيوس
| الدولة           | النوع                 | الصورة |
| ---------------- | --------------------- | ------ |
| أرمينيا          | سفارة                 | -      |
| أذربيجان         | سفارة                 |        |
| بيلاروس          | سفارة                 |        |
| كندا             | مكتب فرع السفارة      |        |
| الصين            | مكتب سفارة            |        |
| كرواتيا          | سفارة                 | -      |
| جمهورية التشيك   | سفارة                 |        |
| الدنمارك         | سفارة                 |        |
| إستونيا          | سفارة                 |        |
| فنلندا           | سفارة                 | -      |
| فرنسا            | سفارة                 |        |
| جورجيا           | سفارة                 |        |
| ألمانيا          | سفارة                 |        |
| اليونان          | سفارة                 |        |
| الكرسي الرسولي   | السفارة الرسولية      |        |
| المجر            | سفارة                 |        |
| أيرلندا          | سفارة                 |        |
| إيطاليا          | سفارة                 | -      |
| اليابان          | سفارة                 | -      |
| كازاخستان        | سفارة                 | -      |
| لاتفيا           | سفارة                 | -      |
| مولدوفا          | سفارة                 | -      |
| هولندا           | سفارة                 | -      |
| النرويج          | سفارة                 | -      |
| بولندا           | سفارة                 |        |
| رومانيا          | سفارة                 |        |
| روسيا            | سفارة                 |        |
| فرسان مالطة      | سفارة                 | -      |
| إسبانيا          | سفارة                 |        |
| السويد           | سفارة                 |        |
| تايوان           | Representative Office |        |
| تركيا            | سفارة                 |        |
| أوكرانيا         | سفارة                 |        |
| المملكة المتحدة  | سفارة                 |        |
| الولايات المتحدة | سفارة                 | -      |

## بعثات أخرى فيفيلنيوس
- كندا (فرع مكتب السفارة)
- تايوان (فرع مكتب السفارة)

## القنصليات العامة
- روسيا (كلاييبدا)

## السفارات غير المقيمة
مقيم في برلين، ألمانيا :
مقيم في كوبنهاغن، الدنمارك :
مقيم في هلسنكي، فنلندا :
مقيم في مينسك، بيلاروسيا :
- قرغيزستان
- باكستان
- سوريا
- طاجيكستان
- تركمانستان

مقيم في موسكو، روسيا :
- بنغلاديش
- كمبوديا
- الغابون
- غينيا
- سيراليون

مقيم في ريغا، لاتفيا :
- كندا
- سلوفاكيا
- سويسرا
- أوزبكستان

مقيم في ستوكهولم، السويد :
- أنغولا
- بوتسوانا
- السلفادور
- كوسوفو[a]
- لاوس
- ليبيا
- المكسيك
- كوريا الشمالية
- جنوب إفريقيا
- سريلانكا
- تنزانيا
- زامبيا

مقيم في وارسو، بولندا :
- أفغانستان
- ألبانيا
- الجزائر
- الأرجنتين
- أستراليا
- بلجيكا
- بلغاريا
- تشيلي
- كولومبيا
- قبرص
- الهند
- إيران
- العراق
- لبنان
- مقدونيا
- ماليزيا
- منغوليا
- الجبل الأسود
- نيوزيلندا
- بنما
- الفلبين
- قطر
- صربيا
- سلوفينيا
- كوريا الجنوبية
- تونس
- الإمارات العربية المتحدة
- الأوروغواي
- فيتنام

مقيم في مدن أخرى :
- أندورا (اندرو لافيتا)
- النمسا (فيينا)
- البحرين (باريس)
- باريس (بروكسل)
- الأردن (لاهاي)
- هندوراس (بروكسل)
- مالطا (فاليتا)
- ميانمار (فيينا)
- نيجيريا (كييف)
- عُمان (لندن)
- رواندا (لاهاي)
- سان مارينو (سان مارينو)
- فنزويلا (أوسلو)

## السفارات السابقة
| المدينة المضيفة | بلد الإرسال | مستوى المهمة | انتهى العام | المراجع     |
| --------------- | ----------- | ------------ | ----------- | ----------- |
| فيلنيوس         | النمسا      | السفارة      | 2018        | [ 1 ]       |
| فيلنيوس         | بلجيكا      | السفارة      | 2015        | [ 2 ] [ 3 ] |
| فيلنيوس         | بلغاريا     | السفارة      | 2011        | [ 4 ]       |
| فيلنيوس         | البرتغال    | السفارة      | 2012        | [ 5 ]       |
| كاوناس          | اليابان     | قنصلية       | 1940        | [ 6 ]       |

## ملحوظات
| أ. | ^كوسوفو هي موضوع نزاع إقليمي بين جمهورية كوسوفو وجمهورية صربيا. وقد أعلنت جمهورية كوسوفو الاستقلال من جانب واحد في 17 فبراير 2008، ومع ذلك استمرت صربيا في المطالبة كجزء من أراضيها السيادية الخاصة. ثم بدأت الحكومتان في تطبيع العلاقات في عام 2013 كجزء من اتفاقية بروكسل. وقد تم الإعتراف بكوسوفو كدولة مستقلة من قبل 108 عضو من أعضاء الأمم المتحدة من أصل 193 عضو. |

## روابط خارجية
- قائمة فيلنيوس الدبلوماسية